# Il calderone infernale
Il calderone infernale (Le Chaudron infernal), è un cortometraggio muto francese diretto da Georges Méliès e prodotto dalla Star-Film, casa di produzione di proprietà dello stesso Méliès, nel cui catalogo compare con il numero 499–500. Il film rientra nella categoria dei film a trucchi realizzati dal regista francese.

## Trama
In una camera in stile rinascimentale, decorata con facce demoniache e uno stemma deformato, un allegro Satana, aiutato da un altro diavolo, getta tre persone in un calderone che, dopo aver ingurgitato ogni vittima, sputa fiamme. Dopodiché le tre vittime escono dal calderone sotto forma di fantasmi per poi trasformarsi in palle di fuoco e cominciare a inseguire lo stesso Satana, il quale, infine, si getta nel calderone generando un ultimo grande scoppio di fiamme.

## Versioni
I film di Méliès antecedenti al 1903, in particolar modo il popolare Viaggio nella luna, erano stati spesso copiati senza permesso da produttori statunitensi come Siegmund Lubin. Così, allo scopo di mettere fine a tale forma di pirateria, Méliès aprì una sede della sua Star-Film negli Stati Uniti d'America e iniziò a produrre due diversi negativi per ogni film che girava: uno per il mercato interno e uno per la distribuzione negli altri paesi. Così, per realizzare due negativi separati, Méliès costruì una speciale cinepresa che usava due lenti e due bobine di pellicola contemporaneamente.
Negli anni 2000, alcuni ricercatori della casa di produzione cinematografica francese Lobster Films notarono che il sistema a due lenti adottato da Méliès era in tutto e per tutto una fotocamera stereoscopica pienamente funzionante, il che rese quindi possibile la realizzazione di versioni tridimensionali dei film del regista francese semplicemente combinando i negativi della versione destinata al mercato interno con quelli della versione destinata all'esportazione.
Serge Bromberg, fondatore della Lobster Films, ha presentato la versione 3D de Il calderone infernale e di un altro film del 1903 di Méliès, L'oracolo di Delfi, nel corso di un evento tenuto nel gennaio 2010 alla Cinémathèque française. Stando a quando affermato dal critico cinematografico Kristin Thompson, "l'effetto 3D era meraviglioso … i film così come sincronizzati dalla Lobster fanno sembrare che Méliès li avesse esattamente realizzati per il 3D." Bromberg ha poi mostrato i due film assieme ad un altro film di Méliès, L'Alchimiste Parafaragaramus ou la cornue infernale del 1906, anch'esso realizzato in 3D, nel corso di un evento svoltosi nel settembre 2011 presso l'Academy of Motion Picture Arts and Sciences.